# Antoine Mattei
Antoine Mattei (23 mars 1917 à Scolca - 31 mai 1981 à Marseille) est un officier de la Légion étrangère rendu célèbre par les livres de Paul Bonnecarrère : Par le sang versé, Fayard, 1969 et La guerre cruelle, Fayard, 1972, dont il est l'un des principaux héros. Il a lui-même écrit Tu survivras longtemps, Olivier Orban, 1975.
Ses faits de guerre sont également conté dans « opération Scud » de Gilbert Roudergues-Torre édition Amalthée. Un héros de guerre d’Indochine qui a construit en 6 mois un poste fortifié sur un piton rocheux à 700 mètres pour défendre la route coloniale n 3 (RC3), le nid d’aigle de l’officier Corse.
Il est une légende du 3e Régiment Étranger d'Infanterie (REI).

## Carrière
Antoine Mattei a fait l'intégralité de sa carrière au sein de la Légion étrangère 
Entré à École spéciale militaire de Saint-Cyr en 1938, il en sort avec le grade de lieutenant. Il participe à la bataille de France au cours de laquelle il est fait prisonnier par les Allemands de 1940 à 1945. En 1946, il est affecté en Indochine au sein du 3e Régiment Étranger d'Infanterie (REI) jusqu'en 1952, aux grades successifs de lieutenant puis capitaine 
Il est ensuite nommé au S.I.L.E. puis dans une Compagnie Saharienne Portée de la Légion étrangère (CSPL) jusqu'en 1955  date à laquelle il rejoint le 1er Régiment Étranger (RE) jusqu'en 1957. Il est alors commandant. Il a entretemps quitté l'Indochine pour rejoindre l'Algérie  De 1957 à 1959, il est affecté au 4e Régiment Étranger (RE) puis retourne au 1er Régiment Étranger de 1960 à 1961.
Il rejoint enfin le 3e Régiment Étranger d'Infanterie (REI) avec le grade de lieutenant-colonel.